# Lee Ye-ra
Lee Ye-ra (koreanisch 이예라; * 14. September 1987 in Gangwon-do) ist eine ehemalige südkoreanische Tennisspielerin.

## Karriere
Lee begann mit elf Jahren das Tennisspielen und bevorzugt Hartplätze. Sie gewann zehn Einzel- und sieben Doppeltitel auf Turnieren des ITF Women’s Circuit.
2014 erreichte sie bei den Asienspielen im Dameneinzel das Achtelfinale.
Von 2005 bis 2012 spielte sie in der südkoreanischen Fed-Cup-Mannschaft insgesamt 23 Matche in 21 Begegnungen bei einer Bilanz von 12 Siegen und 11 Niederlagen. Sie konnte dabei neun von 17 Einzeln und drei von sechs Doppel gewinnen.

## Turniersiege

### Einzel
| Nr. | Datum             | Turnier  | Kategorie   | Belag        | Finalgegnerin      | Ergebnis         |
| --- | ----------------- | -------- | ----------- | ------------ | ------------------ | ---------------- |
| 1.  | 7. November 2004  | Manila   | ITF $10.000 | Sand (Halle) | Lyoo-Suh Hee-sun   | 6:3, 6:2         |
| 2.  | 14. November 2004 | Manila   | ITF $10.000 | Sand (Halle) | Ayu-Fani Damayanti | 6:0, 1:0 Aufgabe |
| 3.  | 27. Februar 2005  | Bendigo  | ITF $50.000 | Hartplatz    | Shayna Mcdowell    | 6:3, 6:2         |
| 4.  | 15. November 2009 | Manila   | ITF $10.000 | Hartplatz    | Yoo Mi             | 6:4, 6:6 Aufgabe |
| 5.  | 2. Mai 2010       | Gimcheon | ITF $25.000 | Hartplatz    | Kim Na-ri          | 6:2, 7:5         |
| 6.  | 23. Mai 2010      | Sunchang | ITF $10.000 | Hartplatz    | Kim Na-ri          | 7:5, 6:1         |
| 7.  | 16. Juni 2013     | Gimcheon | ITF $10.000 | Hartplatz    | Kim Na-ri          | 6:75, 6:2, 6:0   |
| 8.  | 23. Juni 2013     | Gimcheon | ITF $10.000 | Hartplatz    | Yoo Mi             | 6:2, 2:6, 6:4    |
| 9.  | 22. Juni 2014     | Gimcheon | ITF $10.000 | Hartplatz    | Choi Ji-hee        | 6:2, 6:2         |
| 10. | 29. Juni 2014     | Gimcheon | ITF $10.000 | Hartplatz    | Choi Ji-hee        | 6:1, 7:5         |

### Doppel
| Nr. | Datum             | Turnier   | Kategorie   | Belag     | Partnerin     | Finalgegnerinnen                    | Ergebnis         |
| --- | ----------------- | --------- | ----------- | --------- | ------------- | ----------------------------------- | ---------------- |
| 1.  | 17. Februar 2007  | Melbourne | ITF $25.000 | Sand      | Hwang I-hsuan | Natsumi Hamamura Ayumi Morita       | 6:2, 6:1         |
| 2.  | 10. März 2007     | Hamilton  | ITF $10.000 | Hartplatz | Mari Tanaka   | Emelyn Starr Jenny Swift            | 6:2, 6:4         |
| 3.  | 14. November 2009 | Manila    | ITF $10.000 | Hartplatz | Kim Sun-jung  | Han Na-lae Yoo Mi                   | 6:4, 4:6, [10:6] |
| 4.  | 26. November 2012 | Bangkok   | ITF $10.000 | Hartplatz | Kim Na-ri     | Napatsakorn Sankaew Yang Chia-hsien | 6:1, 4:6, [10:7] |
| 5.  | 10. Juni 2013     | Gimcheon  | ITF $10.000 | Hartplatz | Kim Na-ri     | Jang Su-jeong Sawayanagi            | 6:3, 6:3         |
| 6.  | 21. Juni 2014     | Gimcheon  | ITF $10.000 | Hartplatz | Kim So-jung   | Choi Ji-hee Lee Hye-min             | 6:3, 6:1         |
| 7.  | 28. Juni 2014     | Gimcheon  | ITF $10.000 | Hartplatz | Kim So-jung   | Choi Ji-hee Makoto Ninomiya         | 7:5, 2:6, [11:9] |